# Marvejols
Marvejols (okcitán nyelven Maruèjols) város Dél-Franciaországban, Languedoc-Roussillon régióban, Lozère megye nyugati részén. A megye második legnépesebb települése.

## Fekvése
Marvejols a megyeszékhelytől 28 km-re nyugatra fekszik, a Margeride-hegység lábánál, a Colagne, a Colagnet és a Jordane patakok összefolyásánál, 640 m tengerszint feletti magasságban (közigazgatási területe 632–918 m magasságban fekszik).
Közigazgatásilag hozzátartozik Sainte-Catherine, Pont-Pessil, le Grenier és le Lignon. Délkeletről az 1020 m magas Truc de Midi csúcsa határolja. Közelében halad el az A75-ös (Párizs-Montpellier közötti) autópálya, más néven La Méridienne.  Vasútállomás a Saint-Flour-Béziers vonalon.

## Történelem
Marvejols a százéves háború idején vált fontos erődített településsé. Gévaudan Peyre-i báróságához tartozott. A 16. század végén zajló vallásháborúk során a hugenotta Matthieu Merle hadvezér elfoglalta és gévaudani fő támaszpontjává tette. A katolikus erők azonban 1586-ban visszafoglalták és teljesen lerombolták a várost.
IV. Henrik francia király 1601-ben újjáépítette és ismét fontos erődített hellyé vált. A városfalak a masszív bástyákkal fennmaradtak és ma is ez a város legfőbb nevezetessége.
1800-tól 1926-ig a Marvejolsi kerület (arrondissement) központja (alprefektúra) volt.
Korábban legfontosabb iparága a gyapjúfonás és posztószövés, valamint a fapapucsgyártás volt. Marvejols ma az Espoir Oc okcitán kulturális szervezet központja, mely július első hétvégéjén minden évben megrendezi a városban az okcitán fesztivált.

### Demográfia
| Év   | Lakosság |
| ---- | -------- |
| 1793 | 3300     |
| 1851 | 4386     |
| 1876 | 4884     |
| 1901 | 3955     |
| 1936 | 3831     |

| Év   | Lakosság |
| ---- | -------- |
| 1946 | 3700     |
| 1954 | 3610     |
| 1962 | 3934     |
| 1968 | 4490     |

| Év   | Lakosság |
| ---- | -------- |
| 1975 | 5296     |
| 1982 | 5573     |
| 1990 | 5476     |
| 1999 | 5501     |
| 2010 | 5053     |

## Látnivalók
- Városkapuk - a hatalmas erődített kapuk (a Soubeyran-kapu északról, a Chanelle-kapu délről nyújt bebocsátást az óvárosba) a 14. században épültek. A kisebb Porte du Théron a keleti városkapu.
- Notre-Dame de la Carce - a város temploma a 13. században épült.
- A városban Emmanuel Auricoste két szobrát is felállították az 1950-es években, az egyik a gévaudani fenevadat, a másik IV. Henriket ábrázolja.

## Híres emberek
- Armand Blanquet du Chayla (1759-1826) francia admirális
- Gilbert de Chambrun (1909) - a Francia Ellenállás egyik vezetője, a város polgármestere volt 1953-1965, valamint 1971-1983 között.

## Képtár

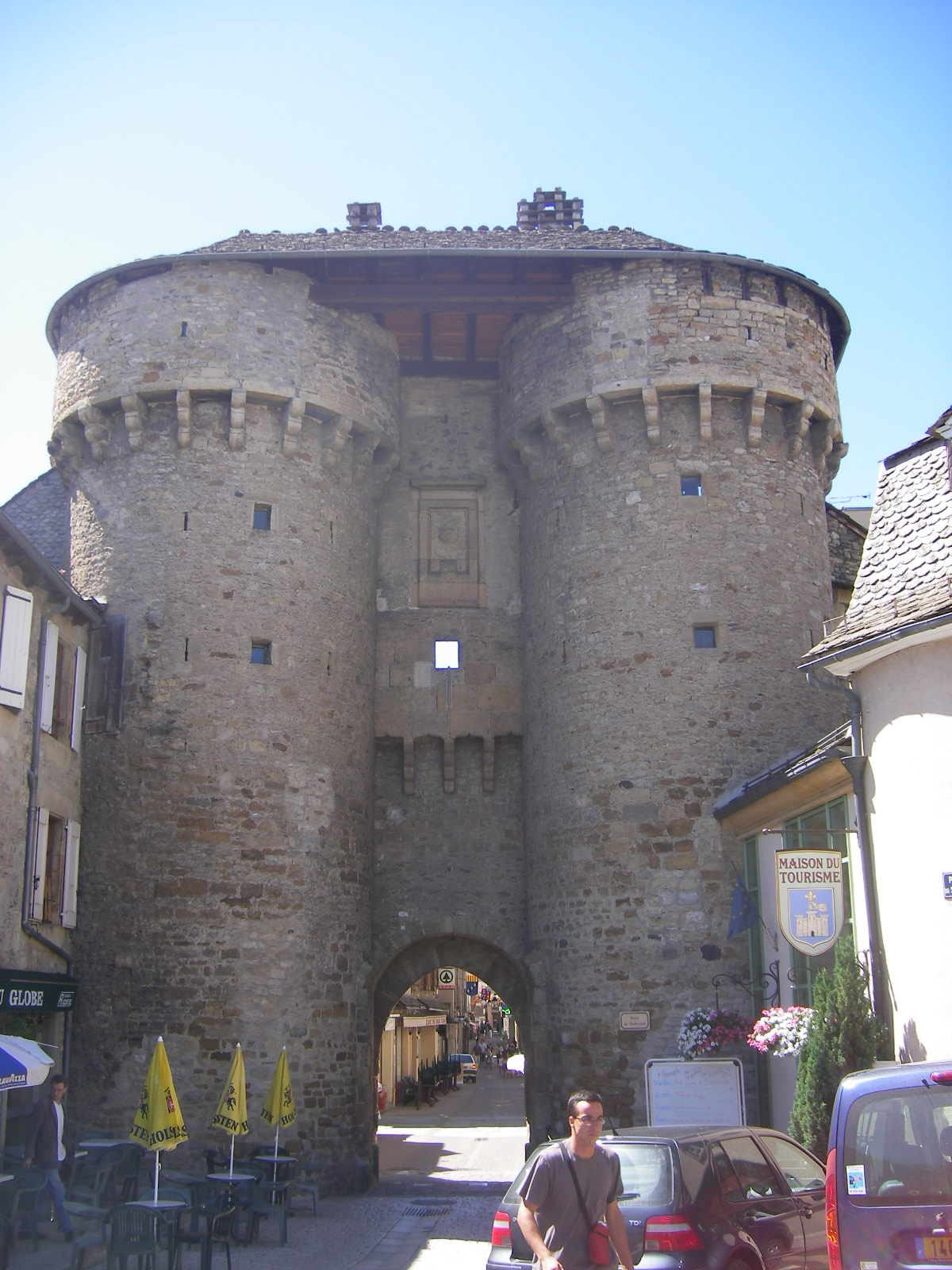
A Soubeyran-kapu
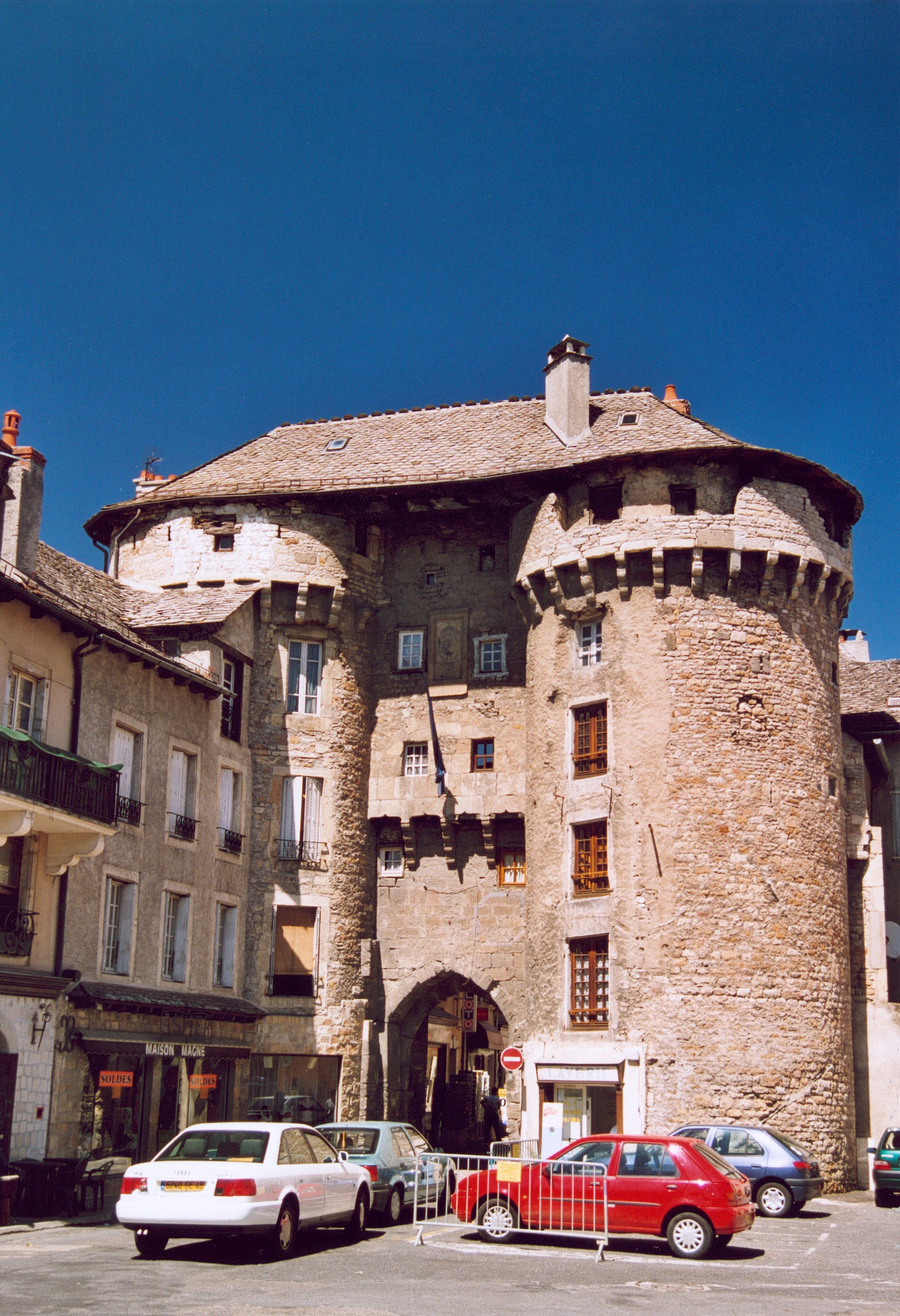
A Chanelles-kapu
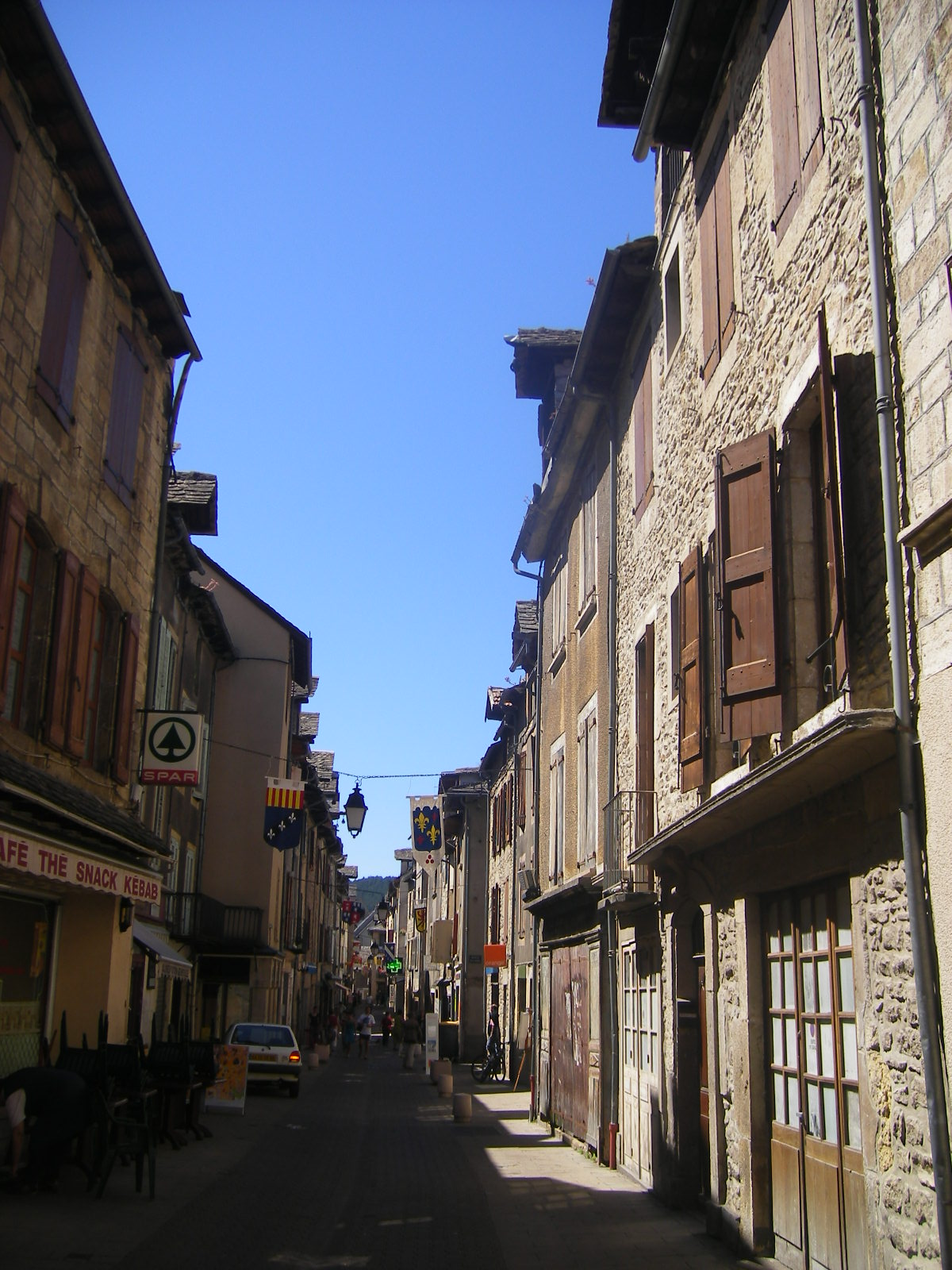
Rue de la République
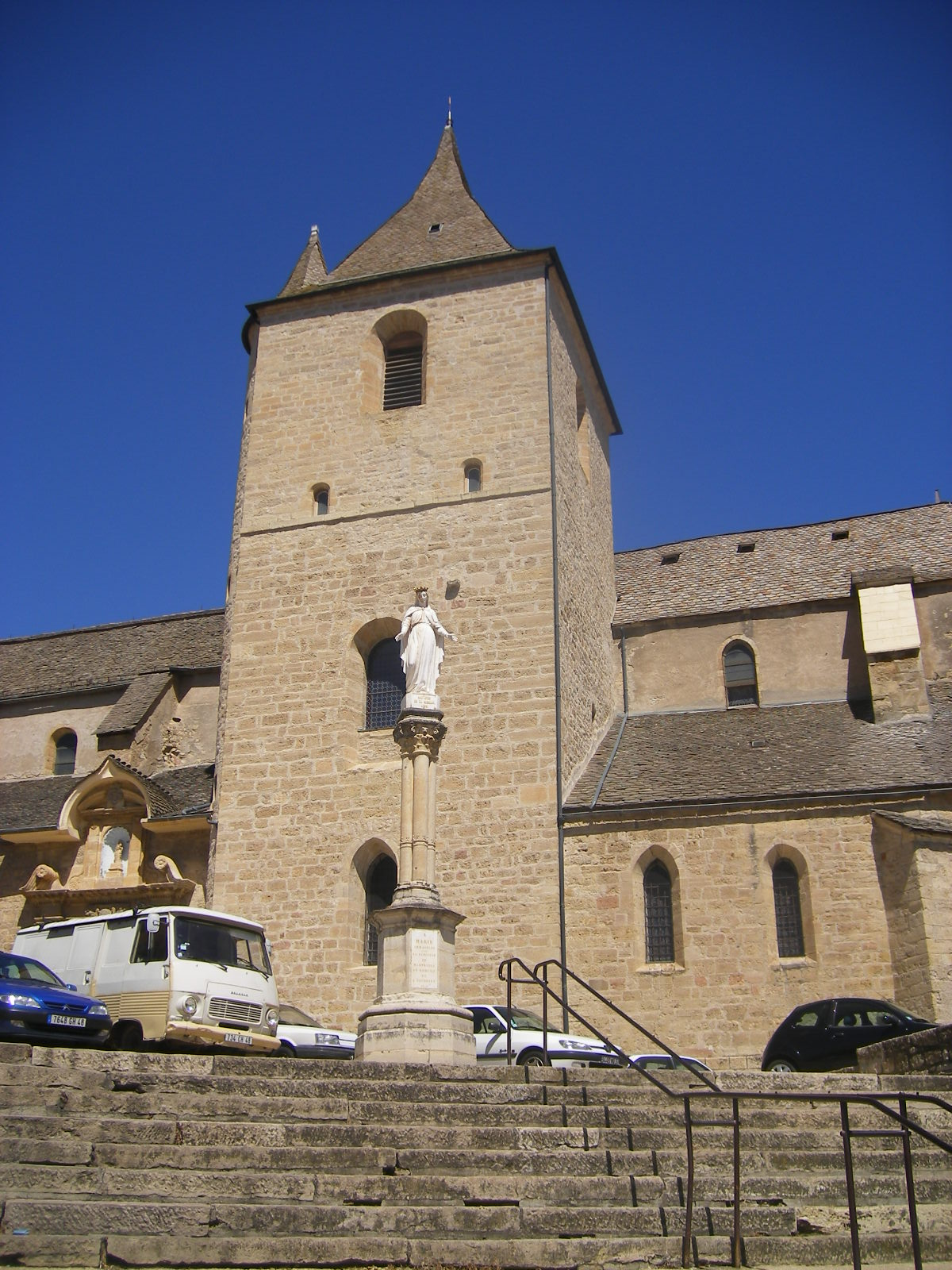
Notre-Dame de la Carce-templom
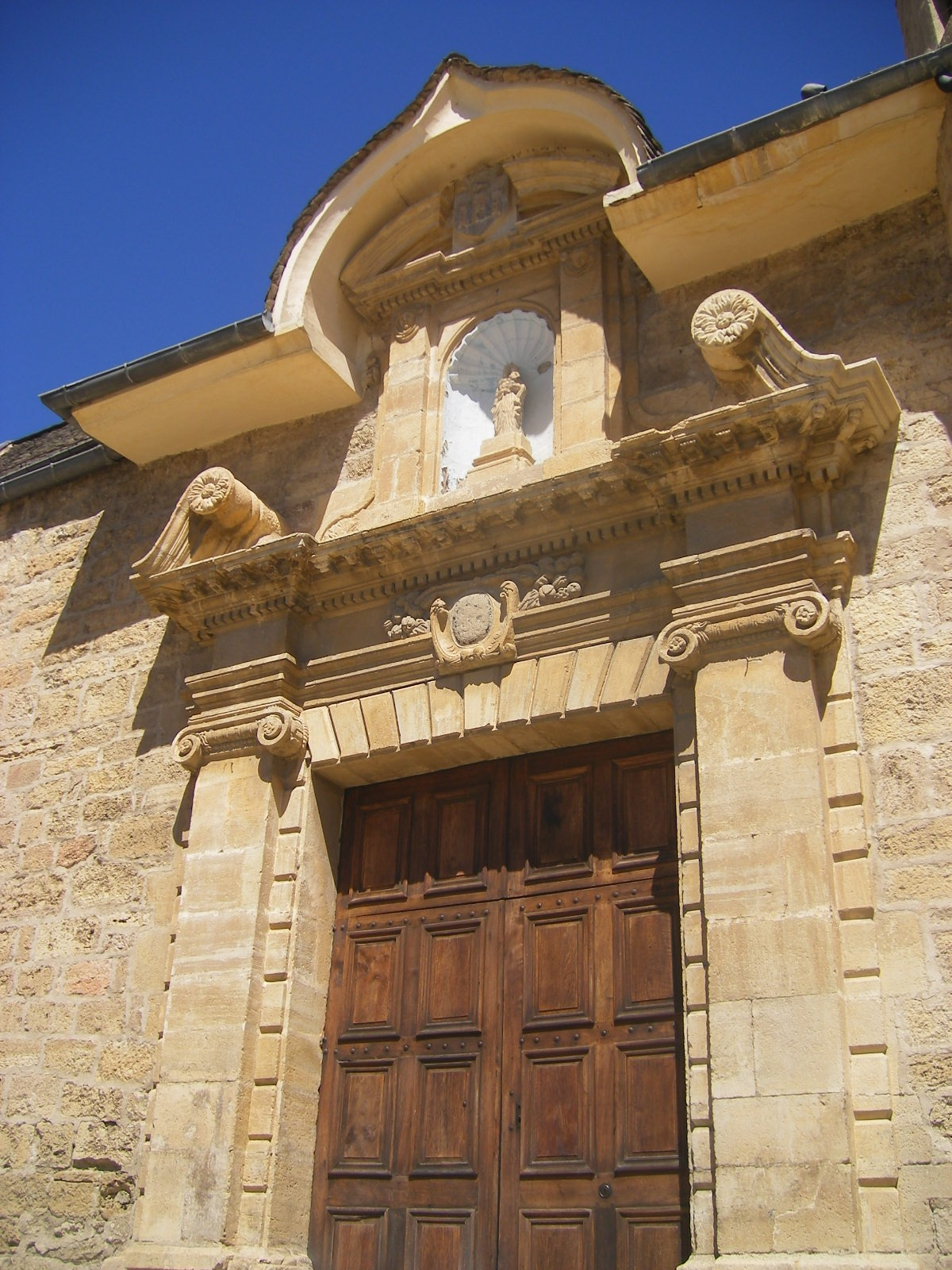
Notre-Dame de la Carce-templom-kapu
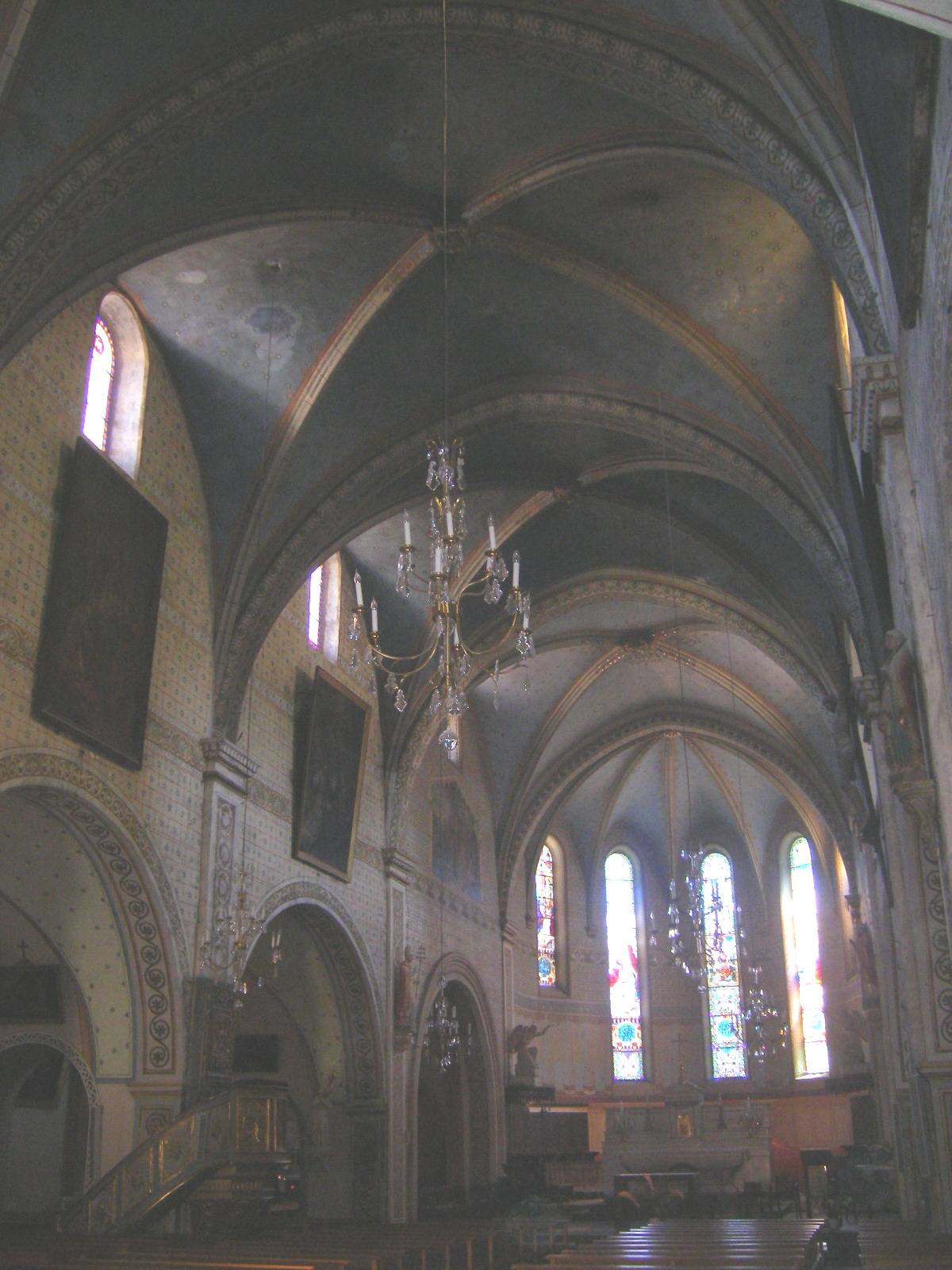
Notre-Dame de la Carce-templom
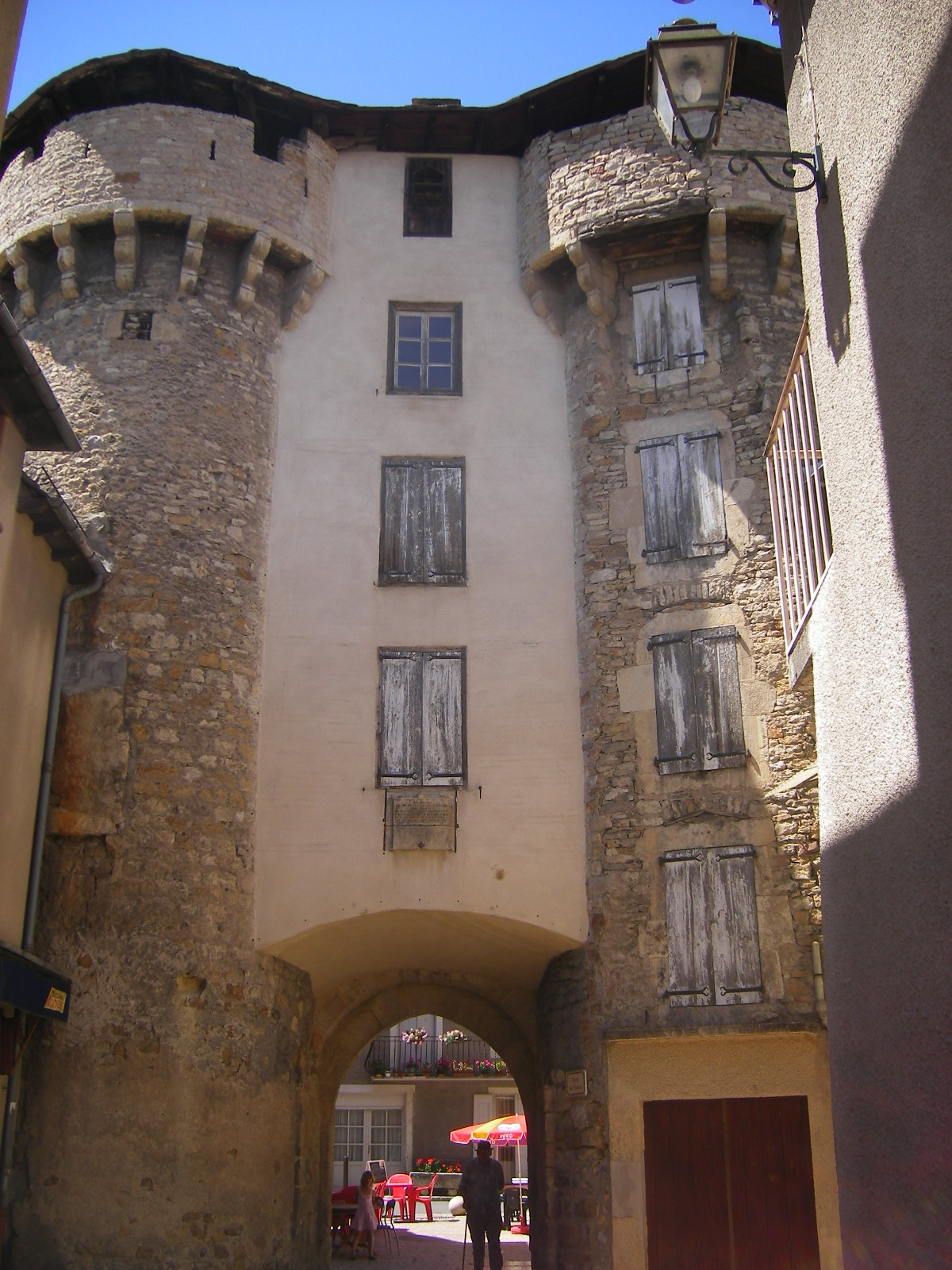
A Théron-kapu
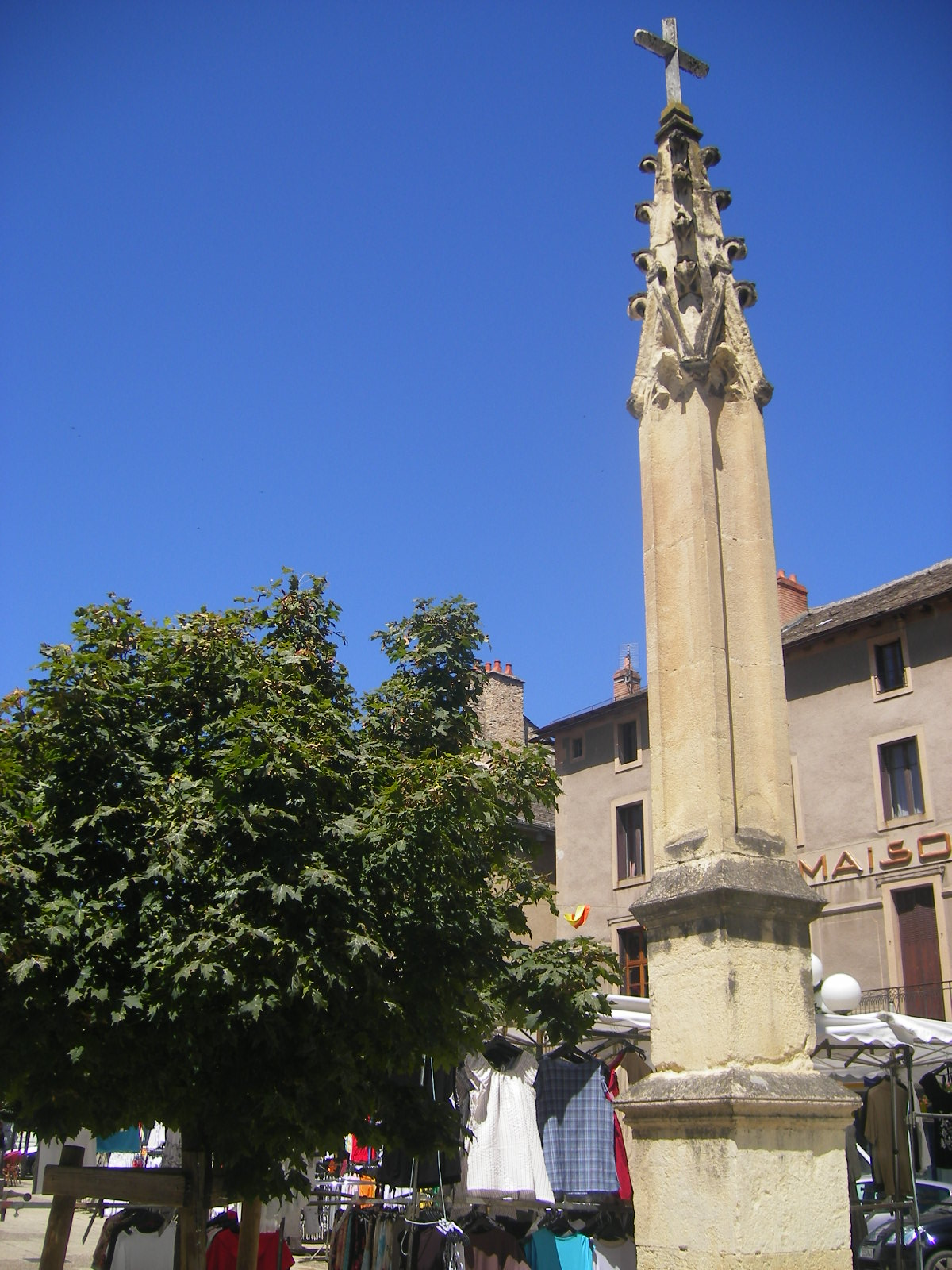
Girou-tér (menhir)
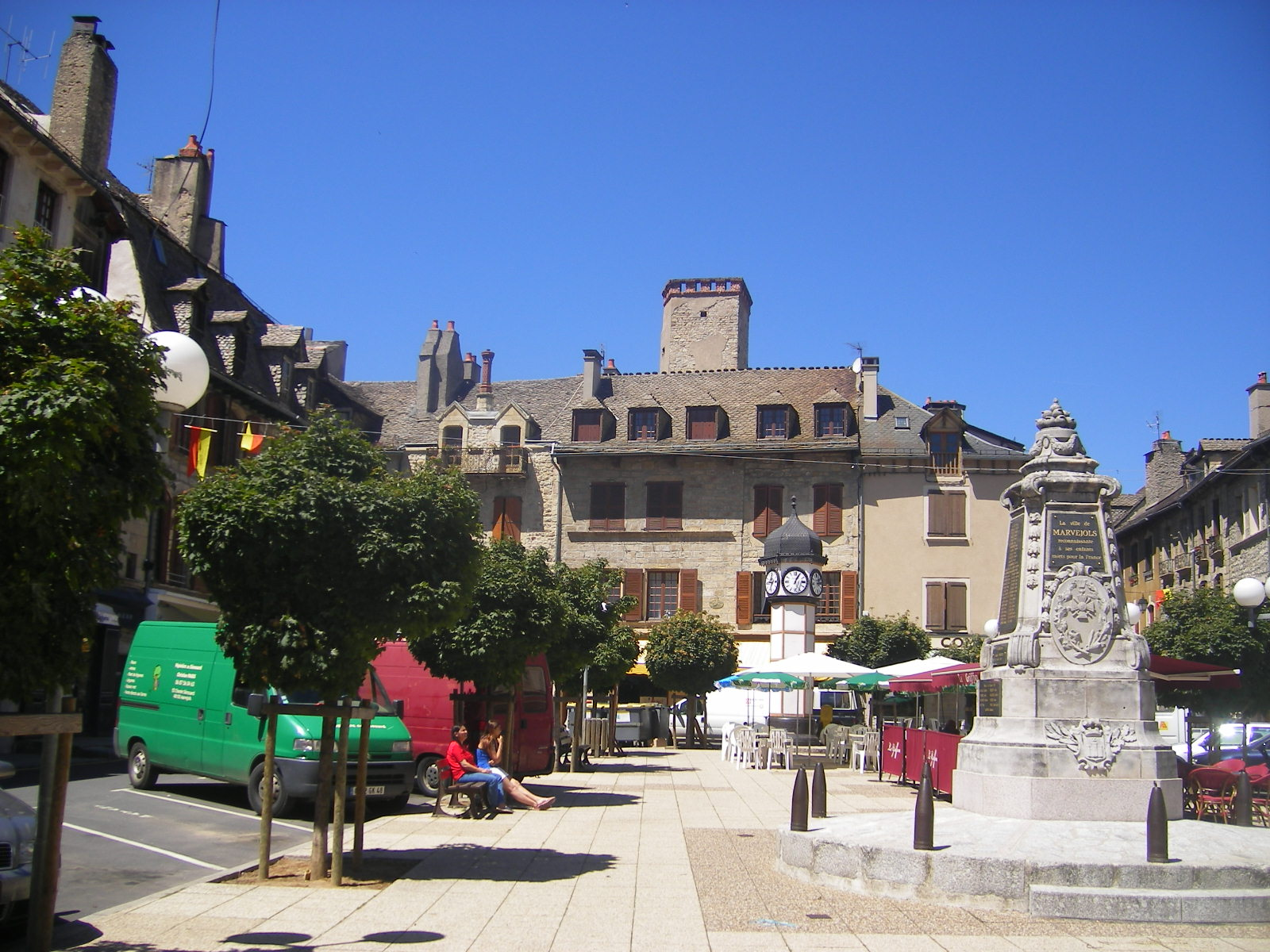
Henri Cordesse- tér
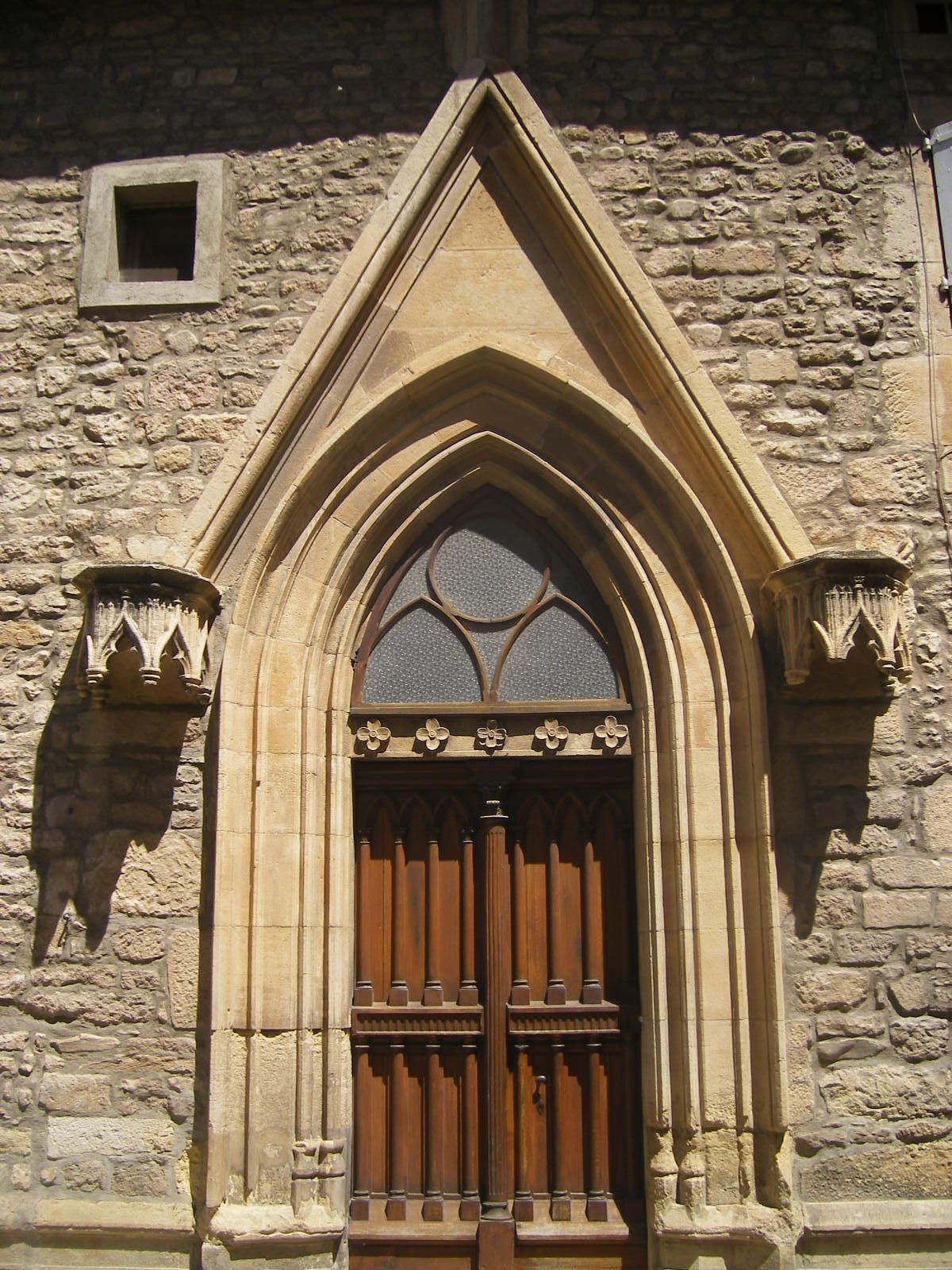
Régi kapuzat az óvárosban
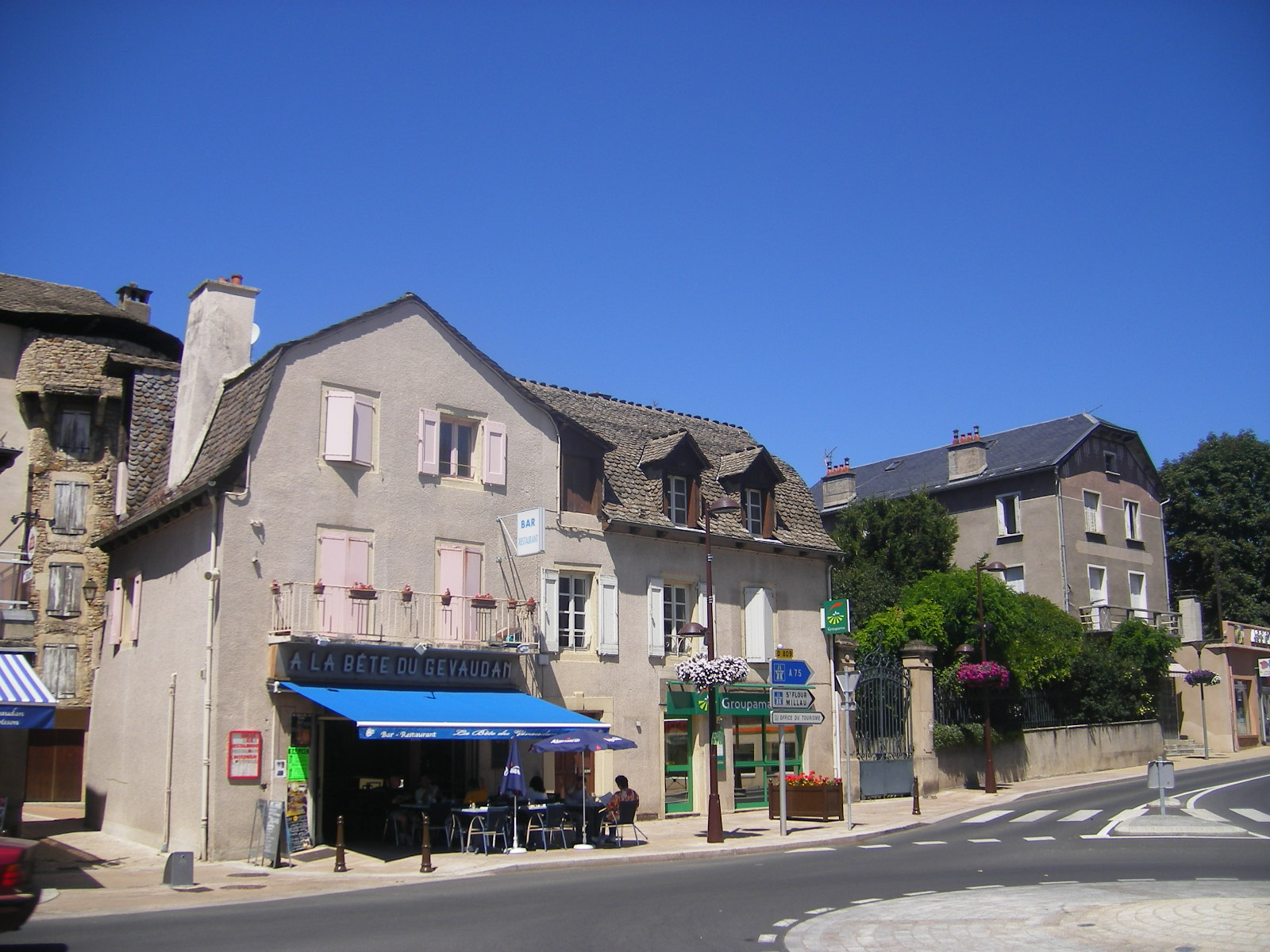
Place des Cordeliers
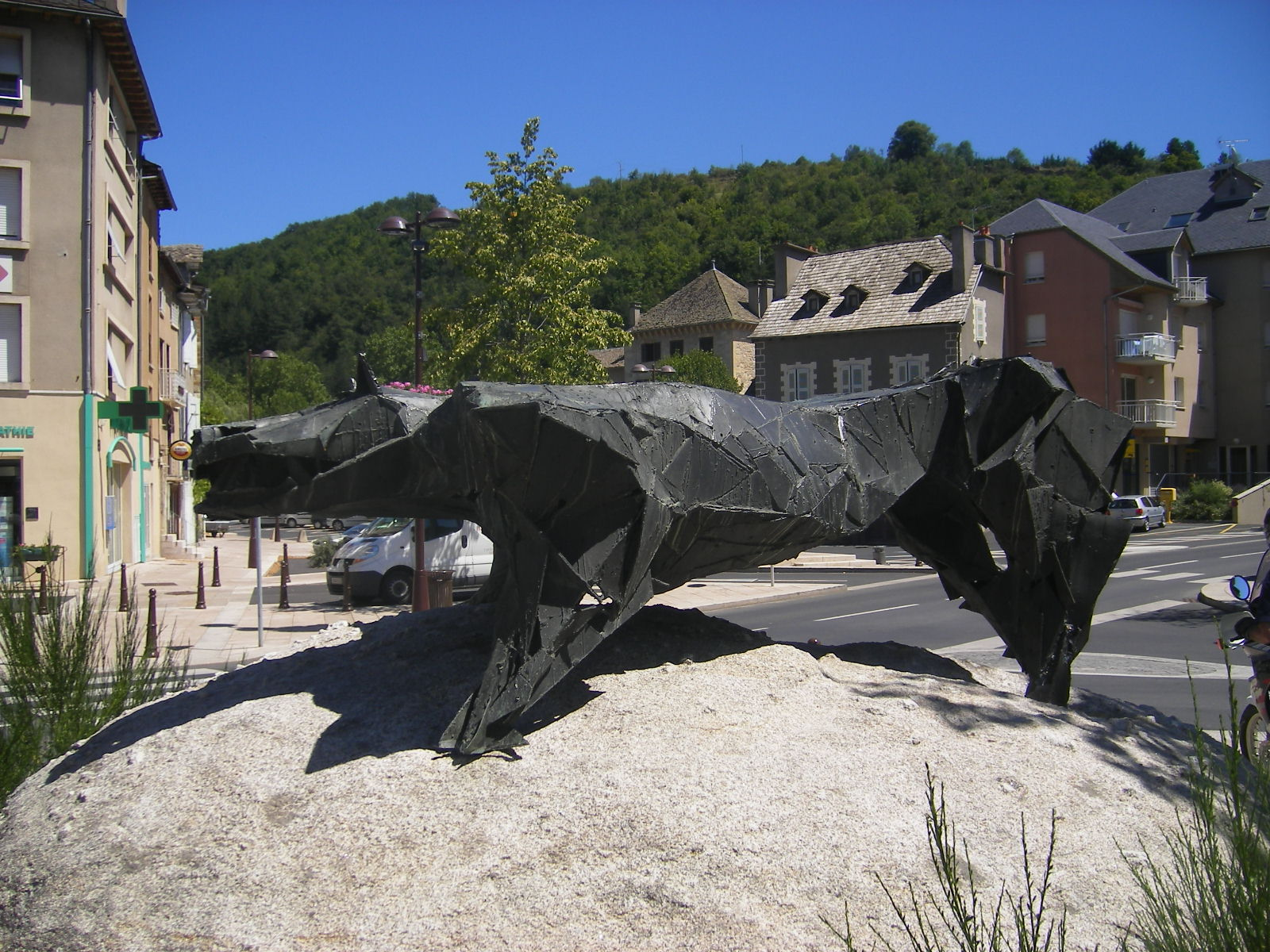
A gévaudani fenevad szobra
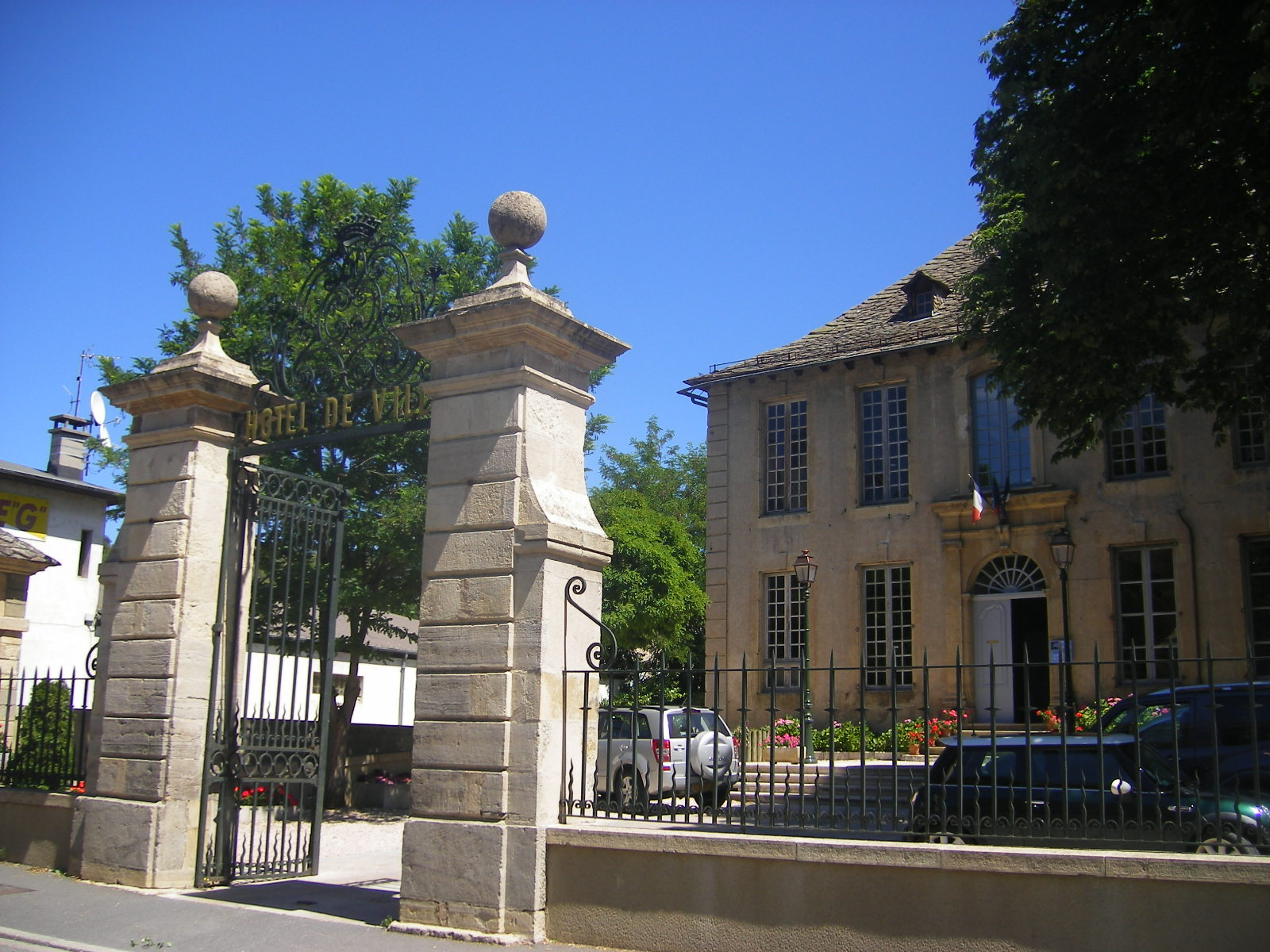
Városháza
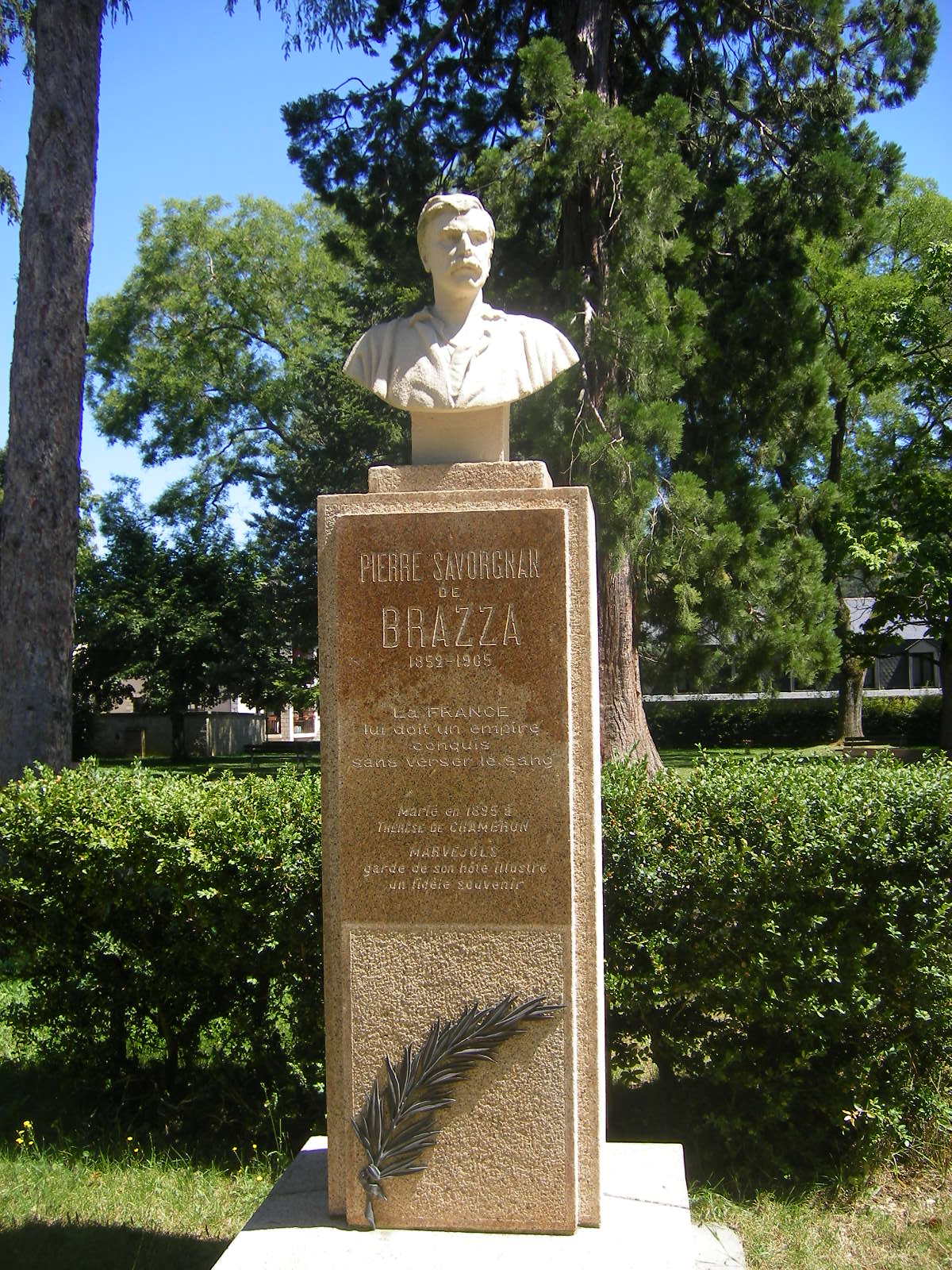
Pierre Savorgnan de Brazza szobra a városháza melletti parkban

## Testvértelepülés
- Cockermouth, Egyesült Királyság

## Kapcsolódó szócikk
- Lozère megye községei